# Okres Znojmo
 Okres Znojmo (deutsch Bezirk Znaim) befindet sich im Südwesten der Südmährischen Region und gehört mit 1.590 km² zu den größten Bezirken Tschechiens. In 144 Gemeinden leben 116.028 Einwohner, davon etwa 57 % auf dem Land. 21 % der Fläche ist bewaldet.

## Wirtschaft
Wie in der restlichen Republik mussten einige Großbetriebe die Pforten schließen, dafür wurde eine Reihe kleinerer Unternehmen, teils mit ausländischem Kapital gegründet. Auch der Handel sorgte vor allem in der Bezirksstadt Znojmo für neue Arbeitsplätze, die aber den Abbau in der Industrie und Landwirtschaft nicht auffangen konnten. Die Arbeitslosenquote gehört mit 13,5 % zu einer der höchsten.

## Geschichte
Die Region war schon zur Steinzeit bevölkert. Den Steinzeitmenschen folgten Burgen und Festungen slawischer Völker, die viele historische Denkmäler hinterließen.

## Tourismus
Neben den historischen Burgen und Denkmälern bietet der Bezirk seinen Gästen viele Möglichkeiten zum Wassersport, Radfahren, Wandern und daneben etliche kulturelle Veranstaltungen.

## Verwaltung
Zum 1. Januar 2007 wechselten die Gemeinden Branišovice, Loděnice, Šumice und Troskotovice in den Okres Brno-venkov.

## Städte und Gemeinden
Bantice (Panditz) – Běhařovice (Biharzowitz) – Bezkov (Weskau) – Bítov (Vöttau) – Blanné (Blann) –  Blížkovice (Lispitz) – Bohutice (Bochtitz) – Bojanovice (Bojanowitz) – Borotice (Borotitz) – Boskovštejn (Boskowstein) – Božice (Possitz) – Břežany (Frischau) –  Citonice (Edmitz) –  Ctidružice (Schidrowitz) – Čejkovice (Schakwitz) – Čermákovice (Czermakowitz) – Černín (Czernin) – Damnice (Damitz) – Dobelice (Dobelitz) – Dobřínsko (Dobrzinsko) – Dobšice (Kleintesswitz) – Dolenice (Tullnitz) – Dolní Dubňany (Unterdubnian) – Dyjákovice (Groß Tajax) – Dyjákovičky (Klein Tajax) – Dyje (Mühlfraun) – Džbánice (Zbanitz) – Grešlové Mýto (Gröschlmauth) – Havraníky (Kaidling) – Hevlín (Höflein) – Hluboké Mašůvky (Tiefmaispitz) – Hnanice (Gnadlersdorf) – Hodonice (Hödnitz) – Horní Břečkov (Oberfröschau) – Horní Dubňany (Oberdubnian) – Horní Dunajovice (Oberdannowitz) – Horní Kounice (Oberkaunitz) – Hostěradice (Hosterlitz) – Hostim (Hösting) – Hrabětice (Grafendorf) – Hrádek (Erdberg) – Hrušovany nad Jevišovkou (Grusbach) – Chvalatice (Chwalatitz) – Chvalovice (Kallendorf) – Jamolice (Jamolitz) – Jaroslavice (Joslowitz) – Jevišovice (Jaispitz) – Jezeřany-Maršovice (Jeseran-Marschowitz) – Jiřice u Miroslavi (Irritz) – Jiřice u Moravských Budějovic (Irzitz) – Kadov (Kodau) – Korolupy (Kurlupp) – Kravsko (Krawsko) – Krhovice (Gurwitz) – Křepice (Krzepitz) – Křídlůvky (Kleingrillowitz) – Kubšice (Gubschitz) – Kuchařovice (Kukrowitz) – Kyjovice (Gaiwitz) – Lančov (Landschau) – Lechovice (Lechwitz) – Lesná (Liliendorf) – Lesonice (Lissnitz) – Litobratřice (Leipertitz) – Lubnice (Hafnerluden) – Lukov (Luggau) – Mackovice (Moskowitz) – Mašovice (Großmaispitz) – Medlice (Medlitz) – Mikulovice (Niklowitz) – Milíčovice (Mileschitz, Mülschütz, Milischitz) – Miroslav (Misslitz) – Miroslavské Knínice (Deutsch Konitz) – Morašice (Moratitz) – Moravský Krumlov (Mährisch Kromau) – Našiměřice (Aschmeritz) – Němčičky (Klein Niemtschitz) – Nový Šaldorf-Sedlešovice (Neuschallersdorf-Edelspitz) – Olbramkostel (Wolframitzkirchen) – Olbramovice (Wolframitz) – Oleksovice (Großolkowitz) – Onšov (Windschau) – Oslnovice (Höslowitz) – Pavlice (Paulitz) – Petrovice (Petrowitz) – Plaveč (Platsch) – Plenkovice (Plenkowitz) – Podhradí nad Dyjí (Freistein) – Podmolí (Baumöhl) – Podmyče (Pomitsch) – Práče (Pratsch) – Pravice (Probitz) – Prokopov (Prokopsdorf) – Prosiměřice (Prosmeritz) – Přeskače (Przeskatsch) – Rešice (Röschitz) – Rozkoš (Roskosch) – Rudlice (Rudlitz) – Rybníky (Ribnik) – Skalice (Skalitz) – Slatina (Latein) – Slup (Zulb) – Stálky (Stallek) –  Starý Petřín (Alt Petrein) – Stošíkovice na Louce (Tesswitz an der Wiese) – Strachotice (Rausenbruck) – Střelice (Strzelitz) – Suchohrdly (Zuckerhandl) – Suchohrdly u Miroslavi (Socherl) – Šafov (Schaffa) – Šanov (Schönau) – Šatov (Schattau) – Štítary (Schiltern) – Šumná (Schönwald) – Tasovice (Tasswitz) – Tavíkovice (Tajkowitz) – Těšetice (Töstitz) – Trnové Pole (Dornfeld) – Trstěnice (Stiegnitz) – Tulešice (Tulleschitz) – Tvořihráz (Durchlass) – Uherčice (Ungarschitz) – Újezd (Aujezd) – Únanov (Winau) – Valtrovice (Waltrowitz) – Vedrovice (Wedrowitz) – Velký Karlov (Karlhof) – Vémyslice (Wennisslitz) – Vevčice (Wewtschitz) – Višňové (Wischenau) – Vítonice (Weinitz) – Vracovice (Edenthurn) – Vranov nad Dyjí (Frain) – Vranovská Ves (Frainersdorf) – Vratěnín (Fratting) – Vrbovec (Urbau) – Výrovice (Wairowitz) – Vysočany (Wisokein) – Zálesí (Schröffelsdorf) – Zblovice (Zblowitz) – Znojmo (Znaim) – Želetice (Selletitz) – Žerotice (Zerotitz) – Žerůtky (Zierutek)